# أنخيل إدواردو غارسيا
أنخيل إدواردو غارسيا (بالإسبانية: Ángel Eduardo García)‏ (3 فبراير 1976 بمونتيري في المكسيك - ) هو لاعب كرة قدم مكسيكي في مركز الدفاع.

## وصلات خارجية
- أنخيل إدواردو غارسيا على موقع قاعدة بيانات كرة القدم.إي يو (الإنجليزية)